# كارين يونغ (مؤلفة)
كارين يونغ (بالإنجليزية: Karen Young)‏ (1959 في الولايات المتحدة)؛ روائية أمريكية.